# Franz Xaver Haegy

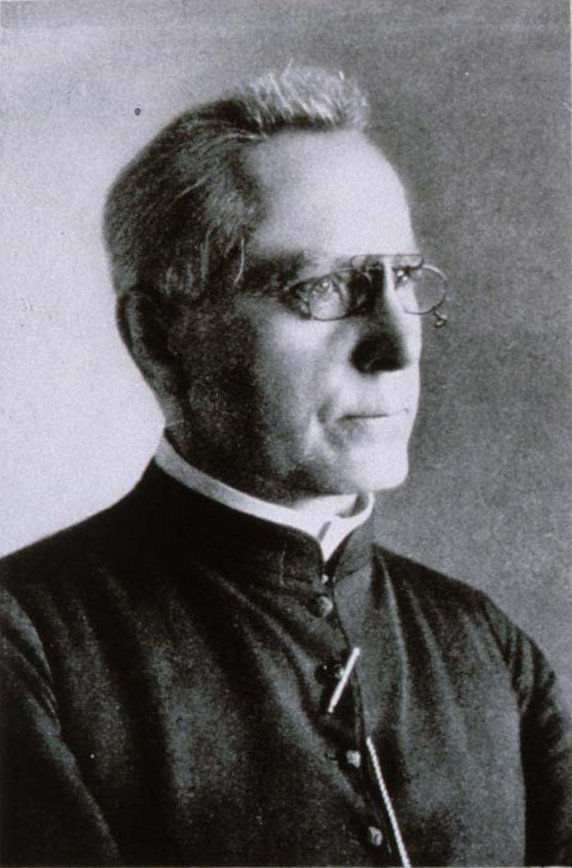
Franz Xaver Haegy

Franz Xaver Haegy, französisch: François Xavier Haegy, (* 2. Dezember 1870 in Hirsingen; † 11. Mai 1932 in Colmar) war katholischer Geistlicher, Redakteur und Mitglied des Deutschen Reichstags.

## Leben
Franz Xaver Haegy besuchte von 1884 bis 1887 das Bischöfliche Gymnasium in Zillisheim und studierte von 1887 bis 1892 im Priesterseminar zu Straßburg. Von 1892 bis 1893 war er Student an der theologischen Fakultät in München und von 1893 bis 1896 an der Universität Würzburg, wo er Mitglied des 1875 gegründeten Wissenschaftlichen Katholischen Studentenvereins Unitas (seit 1920 W.K.St.V. Unitas Hetania), einem Würzburger Zweigverein des ältesten katholischen Studenten- und Akademikerverbands, dem 1855 gegründeten Unitas-Verband (UV), wurde. Als eine in seine Augen zeitgemäße Verwirklichung der Unitas-Prinzipien und Reform des Vereins fehlschlug, gründete er 1895 die katholische Studentenverbindung KDStV Gothia Würzburg mit. Im Mai 1896 promovierte er. Weiter war er Gründer und Chefredakteur der Zeitung Oberelsässische Landeszeitung in Mülhausen. Seit 1901 war er Chefredakteur des Elsässer Kurier in Colmar. Haegy war seit 1906 für die Elsaß-Lothringische Zentrumspartei Mitglied des Bezirkstages für das Ober-Elsaß und von September 1912 bis 1918 für den Wahlkreis 6 (Schlettstadt) Abgeordneter im Deutschen Reichstag. 1913 nahm er mit Eugen Ricklin an der Friedenskonferenz der Interparlamentarischen Union in Bern und Basel teil. 
Ab 1918 beteiligte Haegy sich am Aufbau der Union populaire républicaine (UPR, deutsch: Elsässische Volkspartei) als Nachfolgepartei der Elsaß-Lothringischen Zentrumspartei. 1919 protestierte er gegen die französische Assimilierungspolitik im Elsass und für den Erhalt der konfessionellen Schulen. Nachdem er bei der Senatswahl 1929 gegen Joseph Pfleger unterlegen war, verabschiedete er sich aus der Politik.
Als Hommage an seine „antifranzösische“ Haltung benannten die Deutschen während der Besetzung des Elsass eine Straße in Colmar nach ihm, aber sie vertrieben seinen Bruder als unsicher und beschlagnahmten das Familienhaus. Am 9. Juni 2017 lehnte der Stadtrat von Hirsingue mit 11 zu einer Stimme ab, eine Straße in einem neuen Stadtteil Impasse Abbé Haegy zu benennen.